# Asian Sevens Series 2010
El Asian Sevens Series de 2010 fue la segunda temporada del circuito de selecciones nacionales masculinas asiáticas de rugby 7.

## Calendario
| Torneo                 | Ciudad   | Fecha                             | Campeón       |
| ---------------------- | -------- | --------------------------------- | ------------- |
| Seven de Shanghai 2010 | Shanghái | 4 de septiembre - 5 de septiembre | Corea del Sur |
| Seven de Borneo 2010   | Borneo   | 30 de octubre - 31 de octubre     | Hong Kong     |

## Tabla de posiciones
| Pos | País          | CHN | MLS | Puntos |
| --- | ------------- | --- | --- | ------ |
| 1   | Corea del Sur | 12  | 10  | 22     |
| 2   | Japón         | 10  | 11  | 21     |
| 3   | China         | 11  | 9   | 20     |
| 4   | Hong Kong     | 8   | 12  | 20     |
| 5   | Malasia       | 9   | 8   | 17     |
| 6   | Sri Lanka     | 6   | 7   | 13     |
| 7   | Guam          | 7   | 5   | 12     |
| 8   | Tailandia     | 4   | 5   | 9      |
| 9   | India         | 5   | 1   | 6      |
| 10  | Taiwán        | 2   | 3   | 5      |
| 11  | Kazajistán    | -   | 4   | 4      |
| 12  | Filipinas     | 3   | 1   | 4      |
| 13  | Singapur      | 1   | -   | 1      |

| Bandera de Corea del Sur |
| Campeón Corea del Sur    |
| 1º título                |